# Fundy Albert
Fundy Albert est un village du Nouveau-Brunswick, situé dans le territoire de la commission de services régionaux du Sud-Est. La municipalité a été constituée le 1er janvier 2023, par la fusion des villages d'Alma, d'Hillsborough et de Riverside-Albert, ainsi que de l'annexion de portions des districts de services locaux (DSL) de la paroisse d'Alma, de la paroisse de Coverdale, de la paroisse d'Harvey, de la paroisse d'Hillsborough et de la paroisse d'Hopewell.
Le principal attrait touristique est le parc national de Fundy et le parc provincial Hopewell Rocks.

## Géographie

### Hameaux et villages
Les anciens villages d'Alma, Hillsborough et Riverside-Albert sont les principales localités. Il y a aussi Albert Mines, Baltimore, Baltimore Station, Beaver Brook, Beech Hill, Berryton, Brookville, Caledonia Mountain, Cape Enrage, Cape Station, Chemical Road, Chester, Coleman Corner, Curryville, Dawson Settlement, Demoiselle Creek, Edgetts Landing, Germantown, Harvey, Harvey Bank, Harvey Corner, Hopewell Cape, Hopewell Hill, Little Ridge, Long Island, Lower Cape, Lower Coverdale, Marys Point, Memel Settlement, Midway, Mountville, New Horton, Osborne Corner, Rosevale, Salem, Shenstone, Shepody, Steeves Mills, Steevescote, Stoney Creek, Teahans Corner, Upper Turtle Creek, Waterside, Weldon et West River. Il y a également lieux-dits, anciennes gares et points ferroviaires de Derrys Corner, Isaiah Corner, Mitchells Corner, Salem Station et Stony Creek Station. De plus, la municipalité comprend de nombreux villages fantômes: Alma West, Barrettsholme, Butland Settlement, Caledonia Road, Canada Settlement, Cap-des-Demoiselles, Chipoudy, Dowling Road, Elgin Road, Fir Grove, Forest Dale Settlement, German Brook, Grindstone Island, Harvey Corner, Hastings, McKay's Hill, Mineral Hill, New Ireland, Petitcoudiac, Plaster Quarries, Point, Point Wolfe, Roxburgh, Round Hill, Union Settlement, Village-des-Blanchard, Village-des-Duboiset  Woodworth Settlement